# Мадгубала
Мадгубала ( хінді मधुबाला ; 14 лютого 1933, Нью-Делі — 23 лютого 1969 , Бомбей) — індійська кіноактриса.

## Біографія
Справжнє ім'я — Мумтаз Бегум Джеган Деглаві. Народилася в традиціоналістській сім'ї афганських пуштунів. Була п'ятою із 11 дітей. Її батько деякий час працював на індійську тютюнову компанію " Imperial Tobacco " у Пешаварі. Через сімейні проблеми він залишив роботу і перевіз сім'ю до Делі.
Вже у 9 років Мумтаз почала зніматися у кіно. Після фільму Весна (1942) вона змінила ім'я на Мадхубала, яке означає чистий мед. У 14 років вона зіграла головну жіночу роль у фільмі Раджа Капура Neel Kamal (1947).
У 1950 році у неї виявили дефект міжшлуночкової перегородки, але щоб продовжувати працювати в кіно та матеріально допомагати своїй родині цей факт довелося приховувати. Спроба зробити операцію в Лондоні 1960 року виявилася невдалою — лікарі відмовилися робити операцію, оскільки серце було вже в поганому стані. Попри прогнози лікарів, Мадхубала прожила після цього не рік, а дев'ять років.
Мадхубала померла від важкого серцевого захворювання на 36 років. Однак вона встигла попрацювати з найвідомішими своїми сучасниками-акторами. Серед них були Ашок Кумар, Радж Капур, Рехман, Прадіп Кумар, Шамі Капур, Діліп Кумар, Суніл Датт, Дев Ананд та інші. Серед її найуспішніших фільмів можна назвати «Особняк» (1949), Mr. & Mrs. '55 (1955), «Чорні води» [en] (1958), «Той, хто керує машиною» (1958), «Великий Могол» (1960) та низка інших. Єдиним фільмом, у якому її було знято на кольорову плівку, стала кінокартина Jwala, що вийшла в прокат після її смерті, в 1971 році. У 2004 році було випущено цифрову кольорову версію фільму «Великий Могол» (1960).

## Особисте життя
У 1951 році на зйомках фільму «Тарана» [en] , в якому Мадхубала грала головну жіночу роль, між нею та її партнером Діліпом Кумаром виникли романтичні відносини. Відносинам поклав край судовий позов батька Мадхубали до режисера Б. Р. Чопре під час зйомок фільму «Нова ера» ( Naya Daur, 1957), в яких Мадхубала мала взяти участь. У суді Діліп Кумар виступив як свідок сторони Чопри і судовий розгляд закінчився не на користь батька Мадхубали [1].
У 1960 році вона вийшла заміж за актора і співака Кішора Кумара , на той час уже розлученого. Оскільки наречений і наречена дотримувалися різних релігійних поглядів (Мадхубала – мусульманка , Кішор – індус ), то спочатку було укладено громадянський шлюб. Пізніше, оскільки родичі Кішора Кумара не хотіли приймати його дружину, намагаючись їх пом'якшити, подружжя провело індуїстську церемонію одруження